# Egidio Negrin
Egidio Negrin (* 4. April 1907 in Santa Maria di Camisano, Provinz Vicenza, Italien; † 15. Januar 1958 in Treviso) war ein italienischer Geistlicher und römisch-katholischer Erzbischof.

## Leben
Negrin empfing am 13. Juli 1930 die Priesterweihe und studierte anschließend bis 1934 an der Päpstlichen Universität Gregoriana. Anschließend wirkte er als Professor für Moraltheologie am Priesterseminar von Vicenza. 1947 wurde er Erzpriester in Bassano del Grappa.
Papst Pius XII. ernannte ihn am 24. Mai 1952 zum Erzbischof von Ravenna e Cervia. Die Bischofsweihe spendete ihm am 29. Juni desselben Jahres Carlo Zinato, Bischof von Vicenza; Mitkonsekratoren waren Antonio Mantiero, Bischof von Treviso, und Giuseppe Zaffonato, Bischof von Vittorio Veneto. Aufgrund verschiedener Differenzen mit den städtischen Behörden nahm Negrin im April 1956 das Amt des Bischofs von Treviso an, mit dem persönlichen Titel eines Erzbischofs.
Nach langer Krankheit starb er im Januar 1958 mit 50 Jahren in Treviso.
Nach seinem Tod wurde in Bassano del Grappa, wo er fünf Jahre lang Erzpriester war, die Via Monsignor Negrin nach ihm benannt.